# 新井隆一
新井 隆一（あらい りゅういち、1928年3月2日 - 2017年6月17日）は、日本の公法学者。早稲田大学名誉教授。

## 略歴
1928年群馬県高崎市生まれ。旧制群馬県立高崎中学校を経て、1956年に早稲田大学第一法学部を卒業。1961年同大学院博士課程単位取得退学、1976年「行政法における私人の行為の理論」で法学博士。早稲田大学法学部助教授、教授、1998年定年、名誉教授。
2014年瑞宝中綬章受章。
2017年6月17日、肝腫瘍にて死去。89歳没。没後、正五位に叙された。

## 著書
- 『財政における憲法問題』中央経済社　1965
- 『税務行政の法律知識』帝国地方行政学会　1965
- 『税法の原理と解釈』早稲田大学出版局　1967
- 『自治行政の法律知識』帝国地方行政学会　1968
- 『税法・権力・納税者』敬文堂出版部　1970
- 『新・税法入門 納税者の権利と自由』三省堂新書　1971
- 『地方公務員のための税法の知識』帝国地方行政学会　1971
- 『地方自治法講話』同文館出版　1971
- 『課税権力の本質』成文堂　1972
- 『税法判決評解』敬文堂　1972
- 『行政法における私人の行為の理論』成文堂　1973
- 『租税法の基礎理論』日本評論社　1974
- 『税法』銀行研修社　銀行入門講座 1979
- 『行政法における私人の行為の理論 行政法著作集1 第2版』成文堂　1980
- 『新井隆一税法評論』成文堂

1　納税の立場課税の立場、1980
2、グリーン・カードはグリーンか　1981
3、負担の公平記帳の責任　1984
4、公益法人課税学校法人税制　1986
5、税法からの問税法からの答』2008
6、新型消費税改修所得税　2011
- 『口述行政法』成文堂　1989
- 『現代税務全集 税理士業務と責任』ぎょうせい　1997
- 『現代税務全集 税法と税務』ぎょうせい　1997

### 共著編
- 『商法と税法 その接点の解明』酒巻俊雄共著　中央経済社　1966
- 『租税法講義』編　青林書院新社　1972
- 『法人税実務判例事典』編　ぎょうせい　1977
- 『税務用語事典 新訂版』日本税理士会連合会編集 共著　ぎょうせい　1972
- 『行政法 第1巻　行政は国民にどうかかわっているか』熊本信夫 金子正史 畠山武道 浜川清共著 有斐閣新書　1980
- 『税務職員の法律常識』編　ぎょうせい　1989
- 『行政法』編　青林書院　1992

記念論集
- 『行政法と租税法の課題と展望 新井隆一先生古稀記念』佐藤英善,首藤重幸編　成文堂　2000

## 論文
- <新井隆一